# Culture Club Greatest Hits
Culture Club Greatest Hits è la prima raccolta di grandi successi veramente completa del gruppo musicale britannico dei Culture Club, pubblicata negli USA, nel 2005.
Il titolo della collection è identico a quello della raccolta di videoclip, uscita nel 2002 in UK, consistente nella edizione ampliata e aggiornata del formato VHS di "This Time - The First Four Years" (la primissima raccolta ufficiale della band, con 12 brani che ritroviamo tutti qui) e contenente anche un'intervista realizzata di recente con i quattro membri della band, nonché un intero concerto dal vivo, precedentemente noto e commercializzato come "A Kiss Across the Ocean", tenutosi al famoso teatro «Hammersmith Odeon» di Londra, anch'esso registrato per il pubblico americano.
Come il formato DVD, l'edizione CD di Culture Club Greatest Hits contiene, ovviamente, le due Numero Uno internazionali del gruppo, vale a dire le celeberrime Do You Really Want to Hurt Me, del 1982, e Karma Chameleon, del 1983, nonché diversi Top 10 anglo-statunitensi e un paio di Top 40 britannici. Quanto alle prime due canzoni, bisogna ricordare che ciascuna ha raggiunto la vetta di circa 20 paesi, e che Karma Chameleon, che ha trascorso 4 settimane nella prima posizione oltreoceano, e ben 6 nella madrepatria, con le sue 1 300 000 copie vendute nel solo Regno Unito, è addirittura diventata (assai rapidamente, vista la sua tarda pubblicazione, avvenuta a settembre) il singolo più venduto di tutta l'annata 1983, nella stessa Gran Bretagna. Per ciò che concerne invece Do You Really Want to Hurt Me, in Italia, il singolo si è fermato al Numero 2, bloccato soltanto da Michael Jackson, che stava promuovendo, in quel periodo, l'album dei record "Thriller", con la sua miriade di singoli ultra-venduti in tutto il mondo.
La raccolta contiene praticamente tutti i singoli di successo del gruppo, consistendo le uniche omissioni nei seguenti brani, che hanno ottenuto un'accoglienza meno entusiasta: I'm Afraid Of Me (il secondo singolo in assoluto della band, arrivato esattamente al Numero 100); The Medal Song (fermandosi al Numero 32 nel Regno Unito, è stato il primo illustre flop dei Culture Club, il primo loro singolo a non entrare nella Top 10, dall'epoca di Do You Really Want to Hurt Me); God Thank You Woman (non andando oltre il Numero 31, ha rappresentato il secondo illustre flop dei Culture Club, nonostante si tratti, in retrospettiva, di un brano eccellente, che vanta un videoclip all'avanguardia, realizzato tramite la modernissima tecnica dell'innesto di vecchi fotogrammi all'interno di una nuova pellicola - il video presentava, tra l'altro, ritagli di film celebri, con attrici famosissime, quali Sophia Loren, Brigitte Bardot e Claudia Cardinale, solo per citarne alcune); e infine Gusto Blusto. Quanto a quest'ultima, mai pubblicata in Gran Bretagna, come singolo non si è piazzato neanche tra i primi 100 negli Stati Uniti, forse proprio a causa della mancanza di un video promozionale - una vera e propria anomalia, sia in generale, negli anni ottanta, l'era delle immagini, dove spesso una clip riusciva a decretare il successo anche di un brano mediocre, sia in particolare, per i Culture Club, vera e propria band-immagine, grazie al look strepitoso del cantante, Boy George, il cui esempio forse più eclatante e spettacolare è dato dal video di Mistake No. 3, che finalmente compare anche nella collection audio, a dispetto delle numerose omissioni da quasi tutte le precedenti raccolte - senza contare poi che Gusto Blusto ha avuto la sfortuna di uscire non solo dopo un flop, ma anche dopo un video tanto acclamato quanto quello della citata God Thank You Woman (a dispetto dell'insuccesso di classifica del 45 giri).
Culture Club Greatest Hits comprende infine la canzone portante della colonna sonora realizzata per il film tecnologico "Electric Dreams", intitolata Love Is Love (inclusa ormai anche sulla ristampa rimasterizzata in CD del terzo album dei Culture Club, "Waking Up with the House on Fire") e tre dei quattro brani (unica esclusa la reinterpretazione di Starman, di David Bowie) usciti in formato singolo tra 1998 e 1999, tratti dall'ultimissimo lavoro di studio del gruppo, l'album "Don't Mind If I Do", che li ha visti rientrare nel grande giro. Soprattutto i primi due singoli, I Just Wanna Be Loved e Your Kisses Are Charity, hanno riscosso un grande successo, in special modo il primo, che ha visto i Culture Club riaffacciarsi nella Top 5, dopo quasi 13 anni di assenza e separazione (per l'esattezza, I Just Wanna Be Loved ha raggiunto il Numero 4).

## Tracce
1. Do You Really Want To Hurt Me – 4:22 (O'Dowd/Hay/Craig/Moss)
2. Time (Clock Of The Heart) – 3:42 (O'Dowd/Hay/Craig/Moss)
3. I'll Tumble 4 Ya – 2:36 (O'Dowd/Hay/Craig/Moss)
4. White Boy (Dance Mix) – 4:40 (O'Dowd/Hay/Craig/Moss)
5. Church Of The Poison Mind – 3:30 (O'Dowd/Hay/Craig/Moss)
6. Karma Chameleon – 4:12 (O'Dowd/Hay/Craig/Moss/Pickett)
7. Miss Me Blind – 4:29 (O'Dowd/Hay/Craig/Moss)
8. It's A Miracle – 3:25 (O'Dowd/Hay/Craig/Moss/Pickett)
9. Victims – 4:53 (O'Dowd/Hay/Craig/Moss)
10. Black Money – 5:19 (O'Dowd/Hay/Craig/Moss)
11. The War Song – 4:00 (O'Dowd/Hay/Craig/Moss)
12. Mistake No. 3 – 4:43 (O'Dowd/Hay/Craig/Moss)
13. Love Is Love – 3:51 (O'Dowd/Hay)
14. Move Away – 4:21 (O'Dowd/Hay/Craig/Moss/Pickett)
15. I Just Wanna Be Loved – 3:52 (O'Dowd/Hay/Craig/Moss)
16. Cold Shoulder – 4:35 (O'Dowd/Hay/Craig/Moss/Themis)
17. Your Kisses Are Charity (Blouse And Skirt Mix) – 4:19 (O'Dowd/Hay/Craig/Moss/Themis)

## Credits

### Formazione/Musicisti
- Boy George: voce e testi
- Roy Hay: chitarre, tastiere, sitar, synth guitar
- Mickey Craig: basso
- Jon Moss: batteria e percussioni
- Helen Terry, Zee Asha: cori principali e voce femminile solista
- John Themis: chitarre
- per gli altri musicisti, vedi i primi cinque album di studio dei Culture Club, il doppio album raccolta/live "Greatest Moments - VH1 Storytellers Live" e la pagina su Roy Hay.

### Staff/Produzione
- Steve Levine: produzione tracce 1-13
- Arif Mardin, Lew Hahn: produzione traccia 14
- Roy Hay & Culture Club: produzione tracce 15-17
- John Themis: produzione esecutiva e direzione musicale tracce 15-17
- Richie Stevens: missaggio tracce 15-17
- John Musgrave: tecnico del suono per il missaggio tracce 15-17
- Chris Scard: tecnico del suono per le registrazioni tracce 15-17
- per gli altri membri dello staff e della produzione, vedi riferimenti in calce al precedente sottoparagrafo "Formazione/Musicisti"

## Dettagli pubblicazione
| Paese | Data | Etichetta          | Formato | N° Catalogo      |
| USA   | 2005 | Virgin Records USA | CD      | ASIN: B000930E3Q |
|       |      |                    |         | 7243 5 44157 9 1 |
|       |      |                    |         | PM 807           |
|       |      |                    |         | VCD 9            |